# Nela Boudová

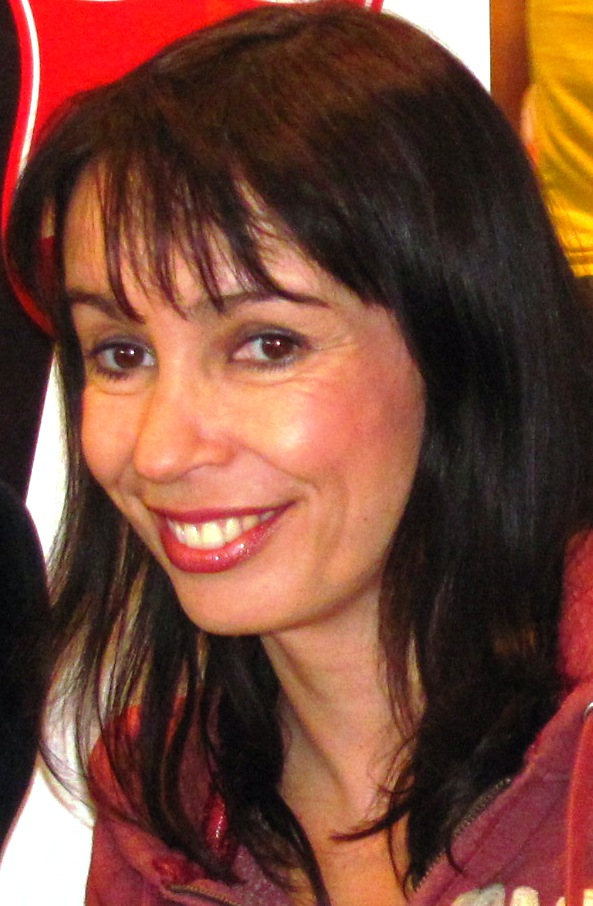
Nela Boudová (2011)

Nela Boudová (* 1. Dezember 1967 in Prag, Tschechoslowakei) ist eine tschechische Schauspielerin.

## Biografie
Nela Boudová studierte Schauspiel am Prager Konservatorium. Anschließend spielte sie mehrere Jahre auf regionalen Theaterbühnen, bevor sie in dem 1987 erschienenen und von Zbyněk Brynych inszenierten Krimi Mravenci nesou smrt an der Seite von Josef Vinklář und Jana Březinová auf der Leinwand debütierte. International wurde sie vor allen Dingen durch ihre Darstellungen in Filmen wie Der Falkenkönig (1989), Das verzauberte Schloss (1999) und Leergut (2007) bekannt.
Neben ihrer Schauspieltätigkeit synchronisiert Boudová auch ausländische Filme. So ist sie die tschechische Stimme für Julia Roberts, Melanie Griffith und Jodie Foster.
Sie ist mit dem Dramatiker und Drehbuchautor Jan Lekeš liiert. Beide haben zwei gemeinsame Söhne. Laut eigener Aussage ist sie aus spirituellen Gründen überzeugte Vegetarierin.

## Filmografie (Auswahl)
- 1984: Das fremde Mädchen (Cizí holka)
- 1986: Die Galoschen des Glücks (Galoše šťastia)
- 1988: Der Sieger gibt auf (Pravidla kruhu)
- 1989: Der Falkenkönig (Jestrábí moudrost)
- 1996: Tod im kalten Morgenlicht (The Cold Light of Day)
- 1999: Das verzauberte Schloss (Pàn radu)
- 2002: Die Prinzessin mit den großen Füßen (Nevesta s velkýma nohama)
- 2007: Leergut (Vratné lahve)